# ضرب سکه (یهودیان)

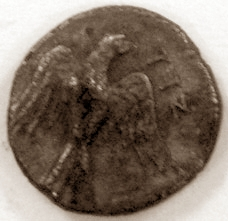
در تصور فوق یک سکه یهودی چاپ شده دوران دودمان هخامنشیان را می‌بینید. (۵۸/۰ گرم)، با شاهین یا عقاب و نوشته آرامی بر روی آن.

سکه‌های یهودی؛ دسته ای از سکه‌ها را شامل می‌شوند که در اندازه‌های کوچک و از جنس نقره ساخته شده، و به خط آرامی واژه  (یهود) بر روی آنها نقش بسته‌است.  یهد در زبان آرامی به استان «یهودیّه پارسی هخامنشی» و یهده به همان نام در زبان عبری اشاره می‌کند.
این سکه ها توسط یهود مدیناتا، مقام خودگردانی یهودی در سرزمین اسرائیل در منطقه یهودا احتمالاً در قرن چهارم قبل از میلاد، در زمان دوره هخامنشی در سرزمین اسرائیل ضرب شدند.

## تاریخ و اصالت
در سال ۲۰۲۳، محققان سکه شناس گیتلر، لوربر و فونتانیل طبقه بندی و گاهشماری به روز شده ای از سکه های یهودا را منتشر کرده اند. اکنون دیده می شود که شامل ۴۴ نوع سکه است. این سری با تعداد کمی از دراخما با حروف آرامی شروع شد که به عنوان انواع ۱-۳ طبقه بندی شده بودند و در یک ضرابخانه در جایی در سرزمین اسرائیل تولید شدند. محققان معتقدند که این ضرابخانه دستور سفارش از اداره استانی یهودا را اجرا می کرد.
تنها با انتشار بعدی سکه ها، نوع ۴ (سری با آتنا)، ضرب سکه در یهودا آغاز شد. این سکه ها دارای افسانه عبری باستان هستند، برخلاف انتشارات قبلی با افسانه آرامی.
این نتایج براساس مقایسه سکه های یهود با سکه های قدیمی تر سرزمین اسرائیل، اما به ویژه با سکه های سامریه که بسیار متعدد تر و قدیمی تر از آنهای یهودیه بودند، به دست آمد.
این آغاز یک ضرابخانه در یهودا به نظر می رسد با شروع تولید سکه های بسیار کوچکتر که در زمینه کلی منطقه مدیترانه شرقی نامعمول است، نشان داده شده است. پس از این، تولید این سکه های کسری توسط ضرابخانه یهود برای یک دوره زمانی قابل توجه ادامه یافت. محققان معتقدند که شاید این سکه های کوچکتر بیشتر برای اقتصاد عمدتاً کشاورزی این استان مناسب بودند. اما این امکان نیز وجود دارد که آنها به نحوی با معبد اورشلیم و نیاز به مقادیر کوچکتر سکه به عنوان پرداخت های معبد مرتبط باشند.
هفده نوع از سکه های یهودا در زمینه شاهنشاهی هخامنشی منتشر شدند. پس از فتح مقدونیه توسط اسکندر کبیر، ضرب این سکه ها با سکه های نوع ۱۸ ادامه یافت.
سکه های یهودای دوره مقدونی شامل انواع ۱۸ تا ۳۲ هستند. آنها شامل سکه های بسیاری با تصاویر حیواناتی مانند گربه پلنگ، جغد و اردک هستند. آنها همچنین تصاویری از گاو بالدار اساطیری و اسب بالدار را نیز دارند.
سکه های بطلمیوسی که در یهودیه ضرب شدند، انواع ۳۳ تا ۴۴ هستند. آنها فقط افسانه یهود را حمل می کنند و هیچ حروف یونانی ندارند. ضرب سکه های یهود پس از دوره امپراتوری بطلمیوسی متوقف شد. سری سکه بعدی در زمان یوحنای هورکانوس اول با افسانه های متفاوت ضرب شد.

## سکه های قابل توجه

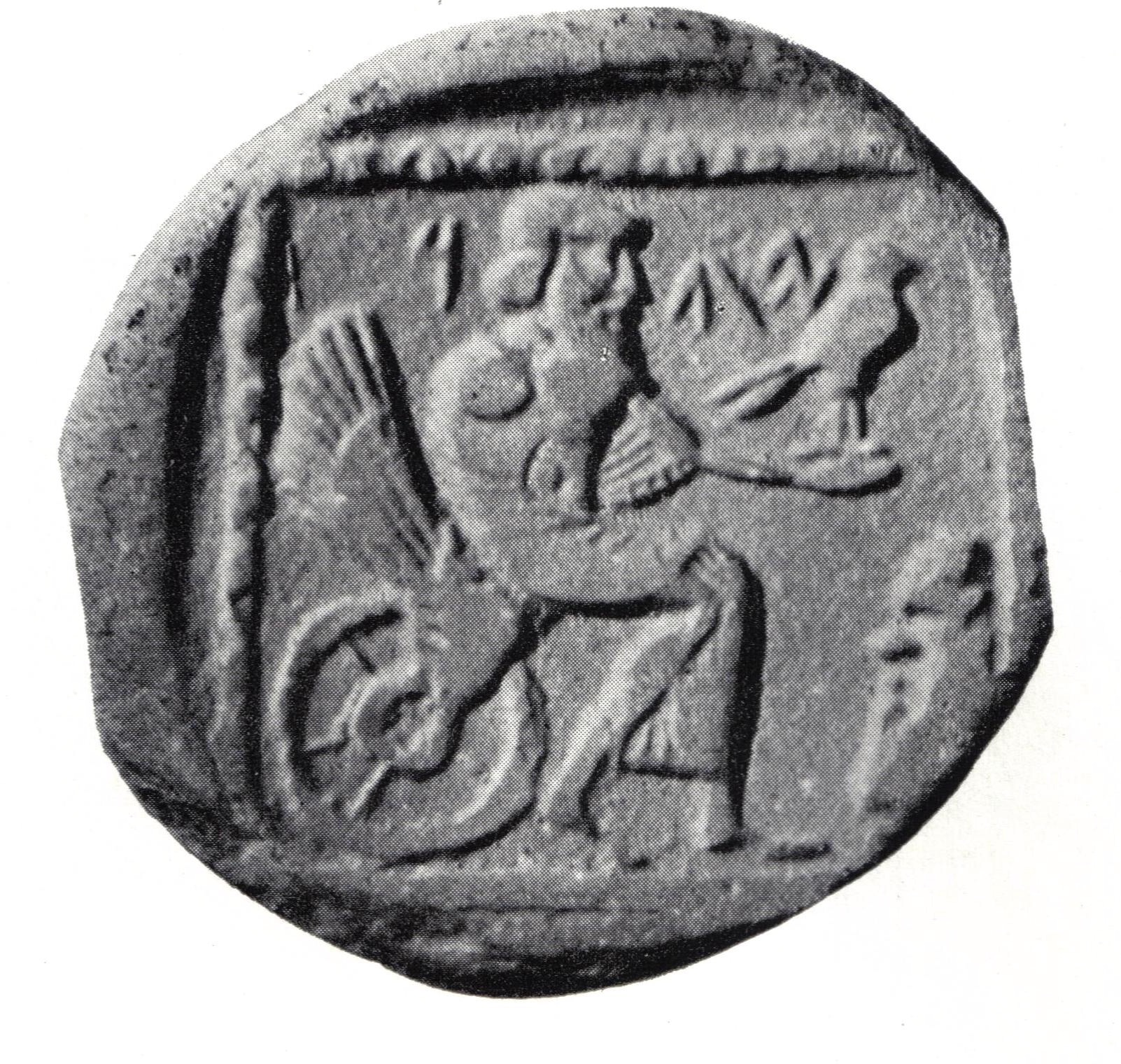
تصویر فوق یک درهم نقره ای که توسط هخامنشیان در اورشلیم ضرب شده که خدایی را بر روی درشکه ای بالدار نشان می‌دهد. تصور می‌شود نماد خدای یهوه باشد.

سکه‌های یهودی از حزقیا (حکمران) و یک سکه از یوهانان (کاهن اعظم) توجه زیادی را به خود جلب کرده‌اند. در مورد حزقیا/یحزقیا، سکه‌های زیادی از انواع مختلف با و بدون عنوان «حکمران» وجود دارد. تحقیقات اخیر نشان می‌دهد که در سکه‌های اولیه، تنها نام حزقیا/یحزقیا ذکر شده است. اما سپس عنوان اضافه شد.

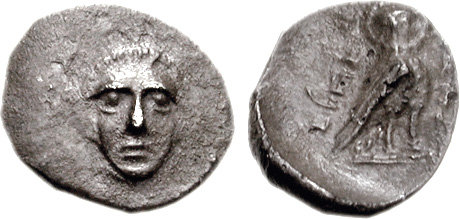
نمونه ای از سکه با عنوان: "حزقیا والی (حکمران)"، ضرب شده در تقریباً ۳۵۰ قبل از میلاد تصویر حزقیا با عنوان فارسی "فرماندار" یا " ساتراپ ".

دراخمای معروف موزه بریتانیا، که برای اولین بار در سال ۱۸۱۴ منتشر شد، توسط محققان کتاب مقدس و دیگر دانشمندان بسیار مورد توجه قرار گرفته است و گاهی به عنوان اولین سکه ضرب شده در اسرائیل توصیف می‌شود. این سکه تصویری از یک الهه نشسته بر روی یک چرخ بالدار دارد که اغلب به عنوان نمایشی از یهوه، خدای اسرائیل، تفسیر شده است. نوشته روی سکه کمی نامشخص است؛ به عنوان "YHW" (یاهو) یا "YHD" (یهودیه) تفسیر شده است. این سکه به عنوان نوع ۲ سکه یهودیه طبقه‌ بندی شده است. روی دیگر این سکه نیز تصویر مردی با کلاه‌خود نظامی دارد که بسیاری آن را به عنوان باگواس خواجه، یک ژنرال از اردشیر سوم، تفسیر کرده‌اند.
بر اساس مطالعه دقیقی که توسط شنکار (۲۰۰۸) انجام شده است، انتساب این سکه به یک ضرابخانه سامری محتمل است، بر اساس «وزن، ترکیب شیمیایی و آیکونوگرافی» آن. بنابراین ممکن است یک «تلاش منحصر به فرد برای به تصویر کشیدن یهوه سامری» باشد. تنها یک نمونه از این سکه شناخته شده است و ممکن است طراحی شده باشد تا «قدرتمندترین و شناخته‌شده‌ترین تصاویر خدایان – زئوس و اهورامزدا را ترکیب کند تا چیزی التقاطی و جدید ایجاد کند.»

چنین سکه‌هایی در خربت علمیت و نزدیک اورشلیم یافت شده‌اند، باستان‌شناسان یک سکه نقره شکسته را که مربوط به قرن ششم قبل از میلاد است، پیدا کرده‌اند. رابرت کول، کارشناس سکه در سازمان آثار باستانی اسرائیل گفت:
«این سکه بسیار نادر است و به نیم دوجین سکه از نوع خود که در حفاری‌های باستان‌شناسی در کشور پیدا شده‌اند، می‌پیوندد. این سکه‌ها در دوره‌ای ضرب شده‌اند که استفاده از سکه‌ها تازه آغاز شده بود.»

## تحقیقات قبلی
در گذشته، میلدنبورگ سکه‌های یهود را از اوایل قرن ۴ قبل از میلاد تا زمان سلطنت بطلمیوس اول معرفی می‌کند. این در حالیست که مشورِر (Meshorer) اعتقاد دارد در زمان بطلمیوس اول میان بطالسه و یهودیان جدایی بوده و ضرب سکه از زمان بطلمیوس دوم آغاز و تا زمان بطلمیوس سوم ادامه داشته، البته این نظریه مورد شک است.
سکه های YHD معمولاً باور بر این بود که مربوط به دوران هخامنشیان هستند، اما برخی از سکه های YHDH نیز از دوره بعدی بطلمیوسی دانسته می شدند. باور بر این بود که سکه های قدیمی تر به تقلید از سکه های آتنی ساخته شده بودند. اما تحقیقات جدیدتر بر اهمیت تأثیر از منطقه فنیقی و سامری تأکید کرده است. در نهایت، روندهای سکه شناسی به هر حال به منطقه ترسوس و کیلیکیه (ساتراپی) در آسیای صغیر ساحلی که در آن زمان منطقه شکوفا و جهانی از نظر اقتصادی بود، پس از فتح کوروش کبیر، رد پا گذاشتند.
سکه های یهودا به صورت محلی به عنوان پول خرد برای تسهیل اقتصاد محلی استفاده می شدند. با این حال، سکه های با ارزش بالاتر از ضرابخانه های متمرکزتر در جاهای دیگر این منطقه نیز به تعداد زیادی در گردش بودند، به ویژه در زمینه تجارت خارجی.

## استفاده از هنر تصویری
برخلاف سکه‌های یهودی بعدی، سکه‌های یهودیه موجودات زنده، گل‌ها و حتی انسان‌ها را به تصویر می‌کشند.

در دوره معبد اول، هنر تصویری به‌طور مکرر استفاده می‌شد، مانند کروبی‌های مرکزی بر روی تابوت عهد، دوازده گاو که لگن بزرگ جلوی معبد سلیمان را حمایت می‌کردند، و غیره. بنابراین، احتمالاً سکه‌های یهودیه ادامه استفاده از هنر تصویری از دوره قبلی هستند. ممنوعیت مذهبی سنتی در برابر تصاویر حکاکی شده احتمالاً تنها به تصاویر بت‌پرستانه مربوط می‌شد و نه به تصاویر صرفاً تزئینی.

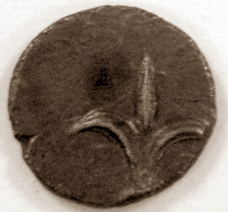
روی دیگر سکه یهودی از دوران پارسی، با سوسن (نماد بیت‌المقدس)

تصاویر روی سکه‌ها شامل تصاویری قرض گرفته شده از فرهنگ‌های دیگر، مانند جغد آتنی و موجودات افسانه‌ای مختلف است. گل سوسن نیز به‌طور معمول به تصویر کشیده شده است.
تصاویر انسانی مختلفی نیز به تصویر کشیده شده‌اند. برخی از سکه‌ها تصاویر حکام پارسی را دارند. هویت تصاویر انسانی دیگر همیشه مشخص نیست؛ برخی از آن‌ها ممکن است حتی تصاویر رهبران یهودی، مانند کاهنان معبد باشند.
یک سکه یک الهه نشسته را به تصویر می‌کشد که برخی از کارشناسان ادعا می‌کنند یهوه است، در حالی که این موضوع توسط دیگران مورد اختلاف قرار گرفته است. اخیراً پیشنهاد شده است که این سکه در واقع در سامره ضرب شده و یهوه سامری را به تصویر می‌کشد.

## ویژگی‌های و گاهشماری سکه ها
سکه‌های دوره هخامنشی معمولاً به خط مربع آرامی یا عبری باستانی نوشته شده‌اند و از املای آرامی استان به صورت 'y-h-d' استفاده می‌کنند، در حالی که سکه‌های دوره بطلمیوسی/هلنیستی (یا شاید زودتر) به خط عبری باستانی نوشته شده‌اند و معمولاً یهودیه را به صورت 'y-h-d'، 'y-h-d-h' یا 'y-h-w-d-h' می‌نویسند.
مطالعه‌ای در سال ۲۰۰۹ توسط یهوشوعا زلوتنیک تلاش می‌کند تا انواع مختلف سکه‌ها و جزئیات ساخت آن‌ها را به وضعیت سیاسی متغیر در یهودیه در قرن چهارم قبل از میلاد مرتبط کند. او به انواع مختلف سکه‌ها و پدیده‌های غیرمعمولی مانند ضرب سکه تنها در یک طرف و نقص‌های ظاهراً عمدی در برخی قالب‌ها می‌پردازد. به گفته زلوتنیک، این ویژگی‌ها و ویژگی‌های دیگر می‌توانند وضعیت سیاسی یهودیه، مانند استقلال، خودمختاری یا دوره انتقالی را روشن کنند. با این حال، مقایسه‌های زلوتنیک از سکه‌های یهودیه با سکه‌های معاصر از ضرابخانه‌های مختلف همسایه، مانند سامره، ادوم و صیدا بسیار محدود است و تأثیر امپراتوری هخامنشی را در نظر نمی‌گیرد.

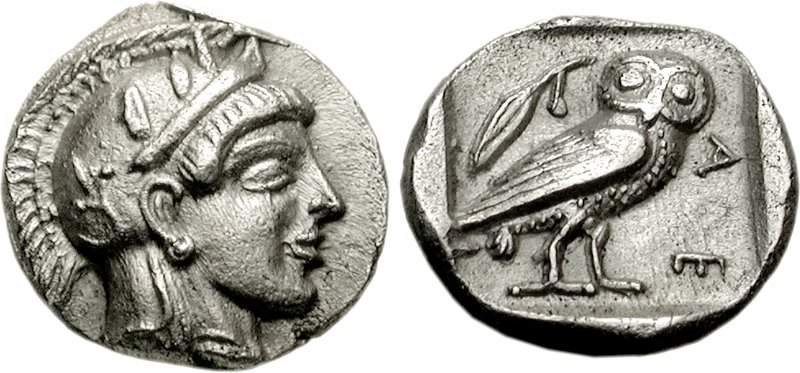
کسه با سر آتنا را در جلو و جغد او را در پشت

به گفته زلوتنیک، اولین ضرب سکه‌های «یهود» تحت تأثیر شورش‌های معاصر مصری علیه ایران آغاز شد. با این حال، این ارتباط با شورش‌ها روشن نشده است. قبل از اینکه سلسله بطلمیوسی سکه‌های استاندارد را به مصر معرفی کند، سلسله‌های بومی موجود تنها استفاده بسیار محدودی از سکه‌ها داشتند. استاتر طلای مصری اولین سکه‌ای بود که در مصر باستان در حدود ۳۶۰ قبل از میلاد در دوران فرعون تئوس از سلسله سی‌ام ضرب شد. اما این‌ها سکه‌های طلایی بودند که بیشتر برای پرداخت حقوق سربازان مزدور یونانی در خدمت او استفاده می‌شدند. سکه‌های نقره کوچک (ابول‌ها) از نوع یهود در آن زمان در مصر رایج نبودند.

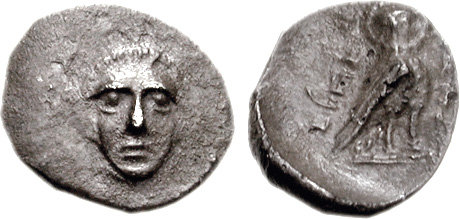
نمونه‌ای از سکه حزقیا (فرماندار)، حدود ۳۵۰ قبل از میلاد. تصویر حزقیا با عنوان فارسی 'فرماندار' یا 'ساتراپ'. نوشته عبری YḤZQKYH HPḤH: یحزقیا په‌ها.

شاهنشاهی هخامنشی پس از ۳۶۰ قبل از میلاد منطقه را بازپس گرفتند، بنابراین این احتمالاً آغاز ضرب سکه‌های یهود است. این نوع ضرب سکه همچنین تحت بطلمیوسی‌ها ادامه یافت.
میلدنبرگ بیشتر سکه‌های دوره هخامنشی «یهود» را به سه گروه تقسیم کرد: گروه اولیه‌ای از سکه‌های با تعریف ضعیف که سر آتنا را در جلو و جغد او را در پشت با نوشته 'y-h-d' به خط عبری باستانی نشان می‌دهند؛ گروه دوم به وضوح تعریف شده‌تر هستند و یک سوسن، یک شاهین مصری و سر پادشاه ایرانی را با نوشته 'y-h-d' نشان می‌دهند؛ گروه سوم نوشته عبری «حزقیا فرماندار» (yḥzqyh hpḥh) را دارند. با این حال، تحقیقات اخیر نشان می‌دهد که در سکه‌های اولیه، تنها نام حزقیا/یحزقیا بدون عنوان ذکر شده است. 
تقریباً همه این سکه‌ها در منطقه یهوده یافت شده‌اند. ضرب سکه‌های یهود پس از دوره بطلمیوسی متوقف شد.

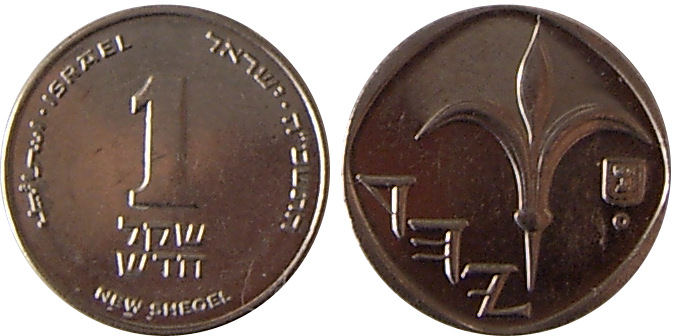
شکل جدید اسرائیل

## میراث
نماد سوسن با نوشته 𐤉‬𐤄𐤃 (YHD) در روی سکه یک شکل جدید اسرائیلی (به عبری: שקל חדש אחד) ظاهر می‌شود.

## مراجع مقاله اصلی
- ^ Rooke, Deborah W. , "Zadok's heirs: the role and development of the High Priesthood in ancient Israel", Clarendon Press, Oxford, 2000, pp. 225–6
- ^ Lee I. Levine, Jerusalem: Portrait of the City in the Second Temple Period (538 B.C.E. – 70 C.E.). Jewish Publication Society, 2002 ISBN 0-8276-0750-4
- ^ Eerdmans Dictionary of the Bible by David Noel Freedman, Allen C. Myers, Astrid B. Beck Published by Wm. B. Eerdmans Publishing, 2000 ISBN 0-8028-2400-5, pg 914
- ^ Shenkar, M. “The Coin of the ‘God on the Winged Wheel’”, BOREAS. Münstersche Beiträge zur Archäologie 30/31, 2009, pp. 13–23
- ^ The Emergence of Yehud in the Persian Period: A Social and Demographic Study by Charles E. Carter Published by Continuum International Publishing Group, 1999 ISBN 1-84127-012-1, pg269
- ^ Yehoshua Zlotnik (2009), Coin minting in Eretz Israel during the Persian period – does it reflect various political situations? The Open University of Israel, Department of History, Philosophy and Judaic Studies
- ^ Yehoshua Zlotnik (2012), Minting of coins in Jerusalem during the Persian and Hellenistic periods.
- ^ A History of the Jews and Judaism in the Second Temple Period: Yehud, the Persian Province of Judah by Lester L. Grabbe Published by Continuum International Publishing Group, 2004 ISBN 0-567-08998-3, pg 65